# Iván Moro Fernández
Iván Moro Fernández (Madrid, 25 de desembre de 1974), és un waterpolista espanyol.

## Biografia
Va jugar amb la selecció espanyola que va guanyar la medalla d'or a l'olimpíada del 1996 a Atlanta.
Va créixer a Alcorcón on va començar a jugar a waterpolo al Club Natación Ondarreta, amb els seus germans grans, Daniel Moro i Oscar Moro.
Daniel i Iván van emigrar a Barcelona i van jugar a diversos equips de la lliga de divisió d'honor de waterpolo espanyola i a la selecció espanyola.
La ciutat d'Alcorcón va posar el nom d'Iván Moro a una de les seves piscines.
El 2004 es va fundar a Alcorcón l'escola de Triatló Iván Moro per tal de difondre el triatló entre els més joves. L'any 2006, l'ajuntament d'Alcorcón el va nomenar Gerent de la Fundació Alcorcón per a l'Esport
El 2011 va rebre la Medalla d'Or de la Reial Ordre del Mèrit Esportiu.

## Clubs
- Club Natación Ondarreta (1983-1993)
- Club Natació Barcelona (1993-1996)
- Real Canoe Natació Club (1996-2001)
- Club Natació Atlètic-Barceloneta (2001-2005)
- Club Natación Ondarreta (2005-)

## Títols
En club com a jugador

- 5 Lligues d'Espanya de waterpolo (1995, 1996, 1999, 2000 i 2003)
- 3 Copes d'Espanya de waterpolo (1995 i 1996)
- Una supercopa d'Espanya de waterpolo (2002)
- Una Copa LEN (1995) amb el Club Natació Barcelona[3]

Com a jugador de la selecció espanyola

- Or als campionats del món de Fukuoka (2001)
- 4t als jocs olímpics de Sydney 2000
- Or als campionats del món de Perth (1998)
- Or a les Jocs Olímpics d'Atlanta (1996)
- Bronze a la copa del món FINA 1999
- Bronze als jocs del Mediterrani de 1997
- Plata als Goodwill Games 1998

## Participacions en Copes del Món
- Jocs Olímpics d'Atlanta 1996
- Campionat Mundial de Natació de Perth 1998
- Jocs Olímpics de Sydney 2000
- Campionat Mundial de Natació Fukuoka 2001
- Jocs Olímpics d'Atenes 2004